# Ministr kultury a sportu Izraele
Ministr kultury a sportu Izraele (hebrejsky שר התרבות והספורט‎) je člen izraelské vlády, který stojí v čele ministerstva kultury a sportu. 

## Historie
Jde o nové ministerské portfolio, existující od roku 2009. Do té doby byla kultura a sport součástí jiných ministerstev; kultura byla v letech 1949 až 1999 a v letech 2003 až 2006 součástí ministerstva školství, a to stejně jako sport, který byl součástí ministerstva školství v letech 2003 až 2006. V letech 2006 až 2009 pak byla kultura a sport součástí ministerstva vědy a technologie. Po volbách v roce 2009 došlo k oddělení těchto portfolií a vytvoření samostatného ministerstva.
| ministr          | strana       | vláda    | funkční období         |
| ---------------- | ------------ | -------- | ---------------------- |
| Limor Livnat     | Likud        | 32., 33. | 31/3/2009 – 14/5/2015  |
| Miri Regev       | Likud        | 34.      | 14/5/2015 – 17/5/2020  |
| Jechi'el Tropper | Kachol lavan | 35., 36. | 17/5/2020 – 29/12/2022 |
| Miki Zohar       | Likud        | 37.      | od 29/12/2022          |